# National Security Act

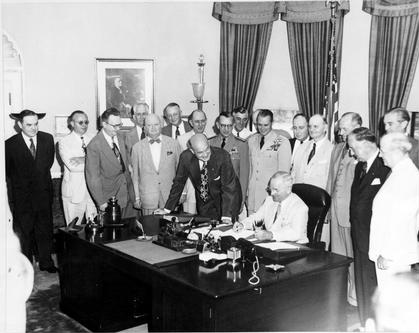
Präsident Harry S. Truman bei der Unterzeichnung des Gesetzes im Oval Office.

Der National Security Act vom 26. Juli 1947 ist ein zentrales Gesetz der US-amerikanischen Nachkriegsgeschichte. Mit ihm wurde die Neuausrichtung der amerikanischen Sicherheits- und Verteidigungspolitik nach dem Ende des Zweiten Weltkrieges auf institutioneller Ebene vollzogen. 
Laut einem von Sapolsky et al. 2009 veröffentlichten Buch ist der 'National Security Act' bis heute die Grundlage weltweiter amerikanischer Militärmacht.

## Geschichte
Während des Zweiten Weltkrieges waren Schnittstellen und Interaktionen zwischen den Teilstreitkräften im Wesentlichen auf das Joint Army/Navy Board begrenzt. Darüber hinaus waren die United States Army und die United States Navy jeweils eigenständigen Ministerien unterstellt. Des Weiteren waren sie eigenständigen Ausschüssen mit rotierenden Mitarbeiterstäben im Kongress gegenüber verantwortlich. Bereits während des Krieges offenbarte sich die organisatorische und operative Ineffizienz dieses arbeitsteiligen militärischen Führungsstils.
Aus den Reformbemühungen nach Kriegsende gingen zwei miteinander konkurrierende Vorschläge hervor. Aus einer vom Heer dominierten Arbeitsgruppe unter der Leitung von General J. Lawton Collins  ging der Collins Plan mit starker Tendenz zur Zentralisierung der politisch-militärischen Führung hervor. Der Eberstadt Plan einer Kommission unter Ferdinand Eberstadt, der aus der Feder eines Assistenten des Marineministers James V. Forrestal stammte, schlug wesentlich überschaubarere Veränderungen der Kommandostruktur vor.
Hintergrund dieses Gegenentwurfs war eine historisch gewachsene Vorliebe der Marine für unmittelbar getroffene Entscheidungen eines Schiffskapitäns (bzw. Geschwaderführers oder Flottenbefehlshabers) auf See gegenüber generalstabsmäßig abgestimmter Operationspläne zu Land, und ihre Furcht vor einer bürokratischen Übermacht des wesentlich personalstärkeren Heeres und der Luftstreitkräfte. Das Marine Corps unterstützte den Eberstadt Plan, da das Heer seine Existenzberechtigung anzweifelte. Gleichzeitig versuchte das Heer, seine faktische Unterordnung unter die sich abzeichnende Doktrin des strategischen Bombardements durch eine Ausgliederung der United States Army Air Forces zu vermeiden.
Die erste Fassung des National Security Act stellte einen Kompromiss zwischen beiden Gesetzesvorlagen dar. Dennoch bevorzugte er wesentliche Aspekte des Eberstadt Plan, der auf eine Abfederung zentralisierter militärischer Befehlsgewalt durch die Einrichtung einer Mehrzahl von Komitees angestrebt und diese beispielsweise auf mehrere gleichrangige Kabinettssekretäre verteilt hatte. Durch Ergänzungen des National Security Act im Jahr 1949 entfielen Letztere ersatzlos, während Präsident Dwight D. Eisenhower per Executive Order mehrere Gremien durch Berater und Staatssekretäre mit festen Belegschaften ersetzte. Eine letzte große Überarbeitung erfuhr das Gesetz im Jahr 1958.

## Inhalt
Die wichtigsten Punkte waren:
- die Schaffung eines Verteidigungsministeriums, des Department of Defense (DoD), durch die Zusammenlegung des vorherigen Kriegsministeriums und des Marineministeriums. Der Verteidigungsminister muss ein Zivilist oder eine seit mindestens 7 Jahren aus dem Dienst der Streitkräfte ausgeschiedene Person sein.[4] Ausnahmen von dieser Regel kann nur der Kongress genehmigen;
- die Schaffung einer unabhängigen Luftwaffe, der US Air Force (USAF);
- die Beibehaltung und Institutionalisierung des während des Krieges eingerichteten Vereinigten Generalstabs, der Joint Chiefs of Staff (JCS);
- die Schaffung des Nationalen Sicherheitsrats (NSC); sowie
- die Gründung der Central Intelligence Agency (CIA).

Mit diesen Entscheidungen bekräftigte die Truman-Regierung ihren im Mai des gleichen Jahres mit der „Truman-Doktrin“ angekündigten Kurs der Konfrontation mit dem „kommunistischen Lager“ im nun folgenden Kalten Krieg.

## Belege und Anmerkungen
1. ↑  vgl. Sapolsky, Harvey; Gholz, Eugene; Talmadge, Caitlin: US Defense Politics - The origins of security policy, London und Abingdon: Routledge 2009, S. 4.
2. ↑  vgl. Sapolsky, Harvey; Gholz, Eugene; Talmadge, Caitlin: US Defense Politics - The origins of security policy, London und Abingdon: Routledge 2009, S. 3ff.
3. ↑  vgl. Sapolsky, Harvey; Gholz, Eugene; Talmadge, Caitlin: US Defense Politics - The origins of security policy, London und Abingdon: Routledge 2009, S. 5.
4. ↑  Titel 10 U.S. Code § 113 (a)